# 大崎徹哉
大崎 徹哉（おおさき てつや、1960年 - ）は日本のプロデューサー。公益活動家。東京都出身。早稲田大学第二文学部演劇専攻卒業。
誕生後、幼少期は埼玉県川口市（旧・鳩ケ谷市）で過ごした。中原中也賞を受賞した詩人の大崎清夏は従兄の長子。

## 経歴
1976年、東京都千代田区立今川中学校卒業後、東京都立日比谷高等学校に入学。日比谷高校の2年、3年のクラスメートに進化学者で東京大学教授の佐倉統がいる。
1980年、1年間の浪人生活を経験して早稲田大学第一文学部に進学したが、就職希望の多くの企業の学部指定から外されている現実に直面し、就職を見据えて体育会軟式野球部に入部。1981年、2年生進級時に体育会と学業との両立を図るため第二文学部に転部。
1989年、大学卒業後AV機器メーカーの海外駐在を経験して、郵政省放送行政局所管の財団法人放送音楽文化振興会（BMC）の設立に参加、公益活動家としてのキャリアをスタートさせた。

### 公益活動家として
大崎が所管庁からの許認可に直接携わった実績は以下のとおり、公益法人の設立認可申請は３法人、放送免許の申請は3法人4件、特定非営利活動法人の設立認証は3法人、一般財団法人の公益法人認定は1法人である。
1989年6月：郵政省放送行政局より財団法人放送音楽文化振興会（BMC）の設立認可
1990年2月：郵政省放送行政局に対し衛星デジタル音楽放送の放送免許申請（4月予備免許取得、7月有料放送契約約款認可）
1990年10月：郵政省放送行政局より財団法人衛星放送セキュリティセンター（SARC)設立認可
1991年７月：郵政省放送行政局に対しWOWOWのハイビジョン実験放送免許申請
1991年9月：郵政省放送行政局より社団法人ハイビジョン推進協会（HPA）設立認可
1991年10月：郵政省放送行政局に対し社団法人ハイビジョン推進協会の試験放送免許申請
1997年4月：郵政省電波通信政策局よりIT教育の先駆けを成す「学校における複合アクセス網活用型インターネットに関する研究開発」（学校インターネット１）プロジェクトの企画原案の起草受託、この際、早稲田大学理工学部電気通信学科教授の富永英義の知己を得る。
2000年11月：東京都知事より特定非営利活動法人学校マルチメディアネットワーク支援センター設立認証
2012年5月：埼玉県知事より特定非営利活動法人映画甲子園設立認証
2015年8月：シンガーソングライターで公益活動家のさだまさしの依頼を受け、一般財団法人風に立つライオン基金設立手続（設立時理事就任）
2016年7月：内閣府公益等認定委員会に対し、同法人の公益財団法人化を申請するために常勤理事となり認定作業開始
2017年7月：内閣総理大臣より公益財団法人認定
2020年4月：埼玉県知事より特定非営利活動法人映画教育振興会設立認証

### プロデューサーとして

#### 映像プロデューサーとしての仕事
大崎は日本初の民間衛星放送局である日本衛星放送株式会社（WOWOW）とその独立音声チャンネルを活用して日本初の有料ラジオ放送局となった衛星デジタル音楽放送株式会社（セント・ギガ）の放送免許（実験放送を含む）申請を担当したことが縁で、WOWOWの編成局ハイビジョン番組課で、3年足らずの期間ではあったが、プロデューサーを務めた。プロデュースしたHD番組は、以下のとおり、音楽番組が４作品、教養番組が2作品の6作品である。
1991年4月　小室哲哉ソロライブ「THINK of EARTH」（“世界初のHD映像による生中継”）
1991年11月「坂東玉三郎の世界」（第五代坂東玉三郎の舞踊公演から「京鹿子娘道成寺」「楊貴妃」を収録した教養番組）
1991年12月　HD特別ライブ「TMN Wild Heaven」
1992年1月「TMN EXPO SPECIAL」成人の日のWOWOW加入者特別招待ライブ
1992年4月「坂東八十助（第十代坂東三津五郎）と行く日本の城」（教養番組）
1992年4月　井上陽水"SPARKLING BLUE"ツアー最終日の日本武道館でのコンサート生中継

#### 公益イベントプロデューサーとしての仕事
大崎は多くの公益法人の設立認定や放送局の免許申請などを担当するなかで自身が企画者となって公益活動を行なうようになった。特に、郵政省電波通信政策局より受託したIT教育の先駆けを成す「学校インターネット１プロジェクト」の企画立案に臨んで自らの足で関東各地の高等学校を訪問し、学校インターネットにおいて情報発信者の中心となるコンテンツクリエーション系の部活動の顧問教諭や生徒たちと情報交換をしたことで、発表の場が少ない所謂「サブカルチャー」系の部活動のための全国大会を自ら創設したいとの思いを強く持つようになり、以下のような、のちに「ぶんかの甲子園」と高橋信之に名付けられることになった大会を次々と立ち上げていった。
2004年８月：「高校生平和祈念ビデオコンクール」（企画）総務省後援
2005年11月：「音楽甲子園」経済産業省・文化庁・東京都教育委員会他後援
2006年８月：「映画甲子園」経済産業省・文化庁・埼玉県・東京都教育委員会他後援
2007年８月：「アニメ甲子園/声優甲子園」（高橋信之共同プロデュース）経済産業省他後援
2010年２月：「全国高校生エコ・アクション・プロジェクト」環境省後援※環境大臣賞下付
2015年10月：「食の縁結び甲子園」（中国・四国大会・企画）島根県主催
2016年８月：「高校生ボランティア・アワード」（企画）内閣府後援　